# Марчук Олександр Дмитрович
Олекса́ндр Дми́трович Марчу́к — підполковник Державної прикордонної служби України, відзначився у ході російського вторгнення в Україну, учасник російсько-української війни, Герой України з врученням ордена «Золота Зірка» (2023).

## Життєпис
Олександр Марчук (уродженець Берестечківської міської громади на Волині) у липні 2023 року зі своїми підлеглими штурмував позиції російських військ на Запоріжжі. Зазнавши баротравми, він і далі вміло керував підрозділом, без втрат вивів особовий склад через заміновану ділянку. Отримав високу державну нагороду 1 жовтня 2023 року з рук Президента України Володимира Зеленського в День захисників і захисниць України на території Національного історико-архітектурного музею «Київська фортеця» в присутності військово-політичного керівництва держави та іноземних дипломатів.

## Нагороди
- звання «Герой України» з удостоєнням ордена «Золота Зірка» (28 вересня 2023) — за особисту мужність і героїзм, виявлені у захисті державного суверенітету та територіальної цілісності України, самовіддане служіння Українському народові.